# هوتو (تكساس)
هوتو (بالإنجليزية: Hutto)‏ هي مدينة أمريكية تقع في ولاية تكساس.ويبلغ عدد سكانها 14698 نسمة حسب إحصاء سنة 2010 م.

## التركيبة السكانية
حدّد مكتب تعداد الولايات المتحدة بيانات التركيبة السكانية لهوتو في تعداد الولايات المتحدة. في ما يلي، التركيبة السكانية حسب تعدادي 2000 و2010.

### تعداد عام 2000
بلغ عدد سكان هوتو 1,250 نسمة بحسب تعداد عام 2000، وبلغ عدد الأسر 398 أسرة وعدد العائلات 318 عائلة مقيمة في المدينة. في حين سجلت الكثافة السكانية 39 نسمة لكل كيلومتر مربع (101.0/ميل2). وبلغ عدد الوحدات السكنية 424 وحدة بمتوسط كثافة قدره 13.2 لكل كيلومتر مربع (34.2/ميل2).
وتوزع التركيب العرقي للمدينة بنسبة 76.48% من البيض و5.36% من الأمريكيين الأفارقة و0.72% من الأمريكيين الأصليين و0.24% من الأمريكيين ذوي الأصول الآسيوية و15.52% من الأعراق الأخرى و1.68% من عرقين مختلطين أو أكثر و26.72% من الهسبانيون أو اللاتينيون من أي عرق.
بلغ عدد الأسر 398 أسرة كانت نسبة 55% منها لديها أطفال تحت سن الثامنة عشر تعيش معهم، وبلغت نسبة الأزواج القاطنين مع بعضهم البعض 61.8% من أصل المجموع الكلي للأسر، ونسبة 11.6% من الأسر كان لديها معيلات من الإناث دون وجود شريك، بينما كانت نسبة 6.5% من الأسر لديها معيلون من الذكور دون وجود شريكة وكانت نسبة 20.1% من غير العائلات. تألفت نسبة 15.6% من أصل جميع الأسر من عدة أفراد يعيشون في نفس المنزل ونسبة 5.5% كانت تتألف من شخص يعيش بمفرده يبلغ من العمر 65 عاماً أو أكثر. وبلغ متوسط حجم الأسرة المعيشية 3.14، أما متوسط حجم العائلات فبلغ 3.48.
بلغ العمر الوسطي للسكان 29.4 عاماً. وكانت نسبة 35% من القاطنين تحت سن الثامنة عشر، وكانت نسبة 7.4% بين الثامنة عشر والرابعة والعشرين عاماً، ونسبة 37% كانت واقعةً في الفئة العمرية ما بين الخامسة والعشرين والرابعة والأربعين عاماً، ونسبة 13.6% كانت ما بين الخامسة والأربعين والرابعة والستين، ونسبة 7% كانت ضمن فئة الخامسة والستين عاماً فما فوق. يوجد لكل 100 أنثى 99.7 ذكر، ويوجد لكل 100 أنثى في الثامنة عشر من عمرها فما فوق 97.1 ذكر.
بلغ متوسط دخل الأسرة في المدينة 53,295 دولارًا، أما متوسط دخل العائلة فبلغ 55,769 دولارًا. وكان متوسط دخل الذكور 33,125 دولارًا مقابل 28,125 دولارًا للإناث. وسجل دخل الفرد الخاص بالمدينة 20,113 دولارًا. وكانت نسبة 3.8% من العائلات ونسبة 4.6% من السكان تحت خط الفقر، وكان من هؤلاء نسبة 5.2% تحت سن الثامنة عشر ونسبة 2% في الخامسة والستين من العمر وما فوق.

### تعداد عام 2010
بلغ عدد سكان هوتو 14,698 نسمة بحسب تعداد عام 2010، وبلغ عدد الأسر 4,560 أسرة وعدد العائلات 3,696 عائلة مقيمة في المدينة. في حين سجلت الكثافة السكانية 458 نسمة لكل كيلومتر مربع (1,186.2/ميل2). وبلغ عدد الوحدات السكنية 4,917 وحدة بمتوسط كثافة قدره 153.2 لكل كيلومتر مربع (396.8/ميل2).
وتوزع التركيب العرقي للمدينة بنسبة 71.87% من البيض و14.34% من الأمريكيين الأفارقة و0.81% من الأمريكيين الأصليين و1.37% من الأمريكيين ذوي الأصول الآسيوية و0.08% من سكان جزر المحيط الهادئ و7.43% من الأعراق الأخرى و4.10% من عرقين مختلطين أو أكثر و30.85% من الهسبانيون أو اللاتينيون من أي عرق.
بلغ عدد الأسر 4,560 أسرة كانت نسبة 58.1% منها لديها أطفال تحت سن الثامنة عشر تعيش معهم، وبلغت نسبة الأزواج القاطنين مع بعضهم البعض 62% من أصل المجموع الكلي للأسر، ونسبة 13.8% من الأسر كان لديها معيلات من الإناث دون وجود شريك، بينما كانت نسبة 5.2% من الأسر لديها معيلون من الذكور دون وجود شريكة وكانت نسبة 18.9% من غير العائلات. تألفت نسبة 13.5% من أصل جميع الأسر من عدة أفراد يعيشون في نفس المنزل ونسبة 1.4% كانت تتألف من شخص يعيش بمفرده يبلغ من العمر 65 عاماً أو أكثر. وبلغ متوسط حجم الأسرة المعيشية 3.22، أما متوسط حجم العائلات فبلغ 3.55.
بلغ العمر الوسطي للسكان 28.9 عاماً. وكانت نسبة 36.7% من القاطنين تحت سن الثامنة عشر، وكانت نسبة 6.3% بين الثامنة عشر والرابعة والعشرين عاماً، ونسبة 39.7% كانت واقعةً في الفئة العمرية ما بين الخامسة والعشرين والرابعة والأربعين عاماً، ونسبة 14.1% كانت ما بين الخامسة والأربعين والرابعة والستين، ونسبة 3.2% كانت ضمن فئة الخامسة والستين عاماً فما فوق. وتوزع التركيب الجنسي للسكان بنسبة 48.4% ذكور و51.6% إناث.